# Hommel (A951)
Pour les articles homonymes, voir Hommel.
Le Hommel est un remorqueur portuaire  belge construit en 1952 sur le chantier naval allemand Clausen de Remagen. 
C'est un bâtiment de la composante marine de l'armée belge de la base navale de Zeebruges qui a servi de 1953 à 1999. Il a été vendu à un particulier et porte désormais le nom de Bourdon.